# Fipronil
Fipronil – organiczny związek chemiczny, pochodna fenylopirazolu. Składnik insektycydów (głównie przeciwko karaluchom, komarom, szarańczom, kleszczom i pchłom) używanych w postaci cieczy, aerozolu bądź granulatu. Zastosowanie fipronilu obejmuje cztery główne obszary: ochronę roślin uprawnych i ozdobnych przed owadami i roztoczami roślinożernymi, zwalczanie szkodników w miastach, zastosowania weterynaryjne, zastosowania w hodowli zwierząt domowych i bydła oraz w hodowli ryb.

## Właściwości
W temperaturze pokojowej jest związkiem stabilnym chemicznie, średnio rozpuszczalnym w wodzie, jednak dobrze rozpuszcza się w rozpuszczalnikach organicznych. Wykazuje słabe powinowactwo do węgla organicznego zawartego w glebie – wartość współczynnika podziału n-oktanol–woda: 3,9–4,1 (dla porównania DDT – 6,2). Ulega degradacji poprzez fotolizę, hydrolizę w warunkach alkalicznych oraz przy udziale drobnoustrojów w zależności od warunków glebowych.

## Otrzymywanie
Fipronil otrzymało po raz pierwszy francuskie przedsiębiorstwo Rhône-Poulenc pomiędzy 1985 a 1987 rokiem. Został wprowadzony na rynek w 1993 roku. Otrzymuje się go w wyniku reakcji 5-amino-3-cyjano-1-(2,6-dichloro-4-trifluorometylofenylo)pirazolu z chlorkiem trifluorometylosulfenylu.

## Działanie
Fipronil działa odmiennie niż powszechnie stosowane insektycydy. W odpowiedniej dawce blokuje receptory kwasu γ-aminomasłowego i kwasu glutaminowego, znajdujące się w kanałach białkowych, które transportują jony chloru. Doprowadza to do nadmiernego pobudzenia neuronalnego, ciężkiego paraliżu i śmierci.
Ze względu na to, że receptory kwasu glutaminowego w kanałach białkowych są specyficzne dla owadów, fipronil jest bardziej efektywny dla organizmów bezkręgowych niż u kręgowców.

## Zagrożenia
Sam związek, jak i produkty jego degradacji, wykazują bardzo silnie działanie toksyczne już w niewielkich ilościach, zarówno wśród owadów, organizmów wodnych, jak i niektórych ptaków lądowych (przepiórki, bażanty). Fipronil ma zdolność do łączenia się ze zwierzęcymi receptorami GABAA i GABAC, jednak wykazuje przy tym niewielką aktywność. Dawka LD50 dla szczura przy podaniu doustnym wynosi 97 mg/kg. Istnieją zgłoszone przypadki zatrucia fipronilem u siedmiorga osób. Głównymi objawami zatrucia były: wymioty, pobudzenie i napady padaczkowe. Jak dotąd nie stwierdzono zgonów wśród ludzi.

### Skażenie produktów fipronilem
W 2017 roku w 15 krajach Unii Europejskiej, w Szwajcarii i Hongkongu stwierdzono skażenie jaj fipronilem. Do skażenia doszło poprzez stosowanie tego związku do zwalczania roztoczy wśród kur. Główny Inspektor Sanitarny w Polsce 22 sierpnia 2017 roku wydał komunikat w sprawie obecności fipronilu w mięsie drobiowym pochodzącym z Niemiec.